# جيمس بريان
جيمس بريان (بالإنجليزية: James Bryan)‏ هو شخصية أعمال أمريكي، ولد في 1789، وتوفي في 1822.